# Lo und Lu
Lo und Lu ist ein Werk des deutschen Schriftstellers und Literaturprofessors Hanns-Josef Ortheil mit dem Untertitel "Roman eines Vaters".
Der autobiographisch fundierte Roman erschien zunächst 2001 im Luchterhand Literaturverlag, München, dann 2003 als Taschenbuch bei btb.

## Inhalt
Ortheil schildert den Alltag eines freiberuflich schaffenden Schriftstellers, dessen Frau, genannt "La Mamma", in einem Stuttgarter Verlag arbeitet. Der Mann übernimmt, als die Mutter nach der Babypause wieder arbeiten geht, die Kinderbetreuung und -erziehung zunächst bei Tochter "Lo", dann auch beim jüngeren Sohn "Lu". Der Roman stellt Freuden und Probleme des Vaters ebenso humorvoll wie anschaulich dar wie die Entwicklungsschritte der Kinder bis zu deren Einschulung. Für den Vater wird seine Rolle zur Leidenschaft, die ihn teilweise von Freunden und Kollegen zu isolieren droht, doch nie zur Last. Die Kinder werden zum Teil sein Untersuchungsgegenstand, der ihm ermöglicht, Standards der Kinderpsychologie und Pädagogik in Frage zu stellen. So verliert sich Ortheil nie im Kinderkitsch oder in allzu niedlicher Personality-Schwärmerei, sondern zeichnet eine faszinierende Studie des Familienlebens um das Jahr 2000, welche vom Individuellen auf das Gesellschaftliche verweist.
Immer wieder bringt Ortheil seine eigene Literaturkenntnis bei den Kindern ins Spiel. Ob er ihnen nun im Zoo Rilkes Gedicht "Der Panther" zitiert, oder nach dem Mittagessen aus "Grimms Märchen" vorliest – die Literatur für Erwachsene wie für Kinder steht so auf dem Prüfstand und entscheidend wird die Sicht von Lo und Lu. So werden die beiden nie verobjektiviert, sondern sie sind es, die dem Vater eine Revision seiner Ansichten, ob zu Literatur oder zu anderen Daseinsaspekten, eröffnen.

## Leseprobe
"Die Stunde der Märchen ist am Mittag, kurz nach dem Essen, denn Lo und Lu wollen nach dem Essen natürlich nicht schlafen, sondern aufbleiben und etwas erleben. Ein wenig müde sind sie schon, aber sie wollen es nicht zugeben, und so setzen sie sich auf das große breite Sofa, schleppen die Märchenbücher heran und warten darauf, daß ich ihnen vorlese. Ich selbst würde zu dieser Stunde nichts lieber tun, als mich ausruhen, aber es geht nicht. Lo und Lu finden Ausruhen langweilig und etwas für alte Menschen, und da ich keine alter Mensch sein will, tue ich so, als spürte ich die Mittagsmüdigkeit nicht im geringsten. (...)
Womit fangen wir heute an, frage ich Lo und Lu.
Mit einem lustigen Märchen, sagt Lo.
Und mit welchem, frage ich.
Mit dem von der Gretel, die alles aufißt, sagt Lo und fängt bereits an, ein wenig zu lachen.
Mit dem Märchen von der Gretel, die alles aufißt, meint Lo das Märchen von der klugen Gretel, an das ich selbst keine Erinnerung aus meiner Kindheit habe, aus gewissen Gründen vermute ich inzwischen, daß mir dieses Märchen vorenthalten wurde. Es handelt sich nämlich um ein sehr seltsames und auch seltenes Märchen, in dem man dreist lügen, mogeln und schummeln darf, ohne daß man dafür bestraft wird. Im blauen Band mit den "Märchen der Brüder Grimm" ist es eines der ganz wenigen unmoralischen Märchen, und ich habe mich schon mehrmals gefragt, warum gerade dieses Märchen Lo und Lu derart anzieht. (...)
Das Märchen geht dann auch weiter: Die kluge Gretel erhält von ihrem Herrn den Auftrag, zwei Hühner zu braten und macht sich gleich an die Arbeit. Die zwei Hühner sind für den Herrn und einen Gast, den der Herr für den Abend zum Essen geladen hat, aber noch sind die Hühner nicht fertig, noch sind es die Hühner der Gretel, die sie brüht, rupft und an den Spieß steckt, man kann sich die Sorgfalt, die die Gretel auf ihre Arbeit verwendet, sehr gut vorstellen, ja man sieht sie jetzt deutlich, wie sie ein wenig schwitzend, aber weiter gut gelaunt den Spieß dreht.
Die Stelle mit dem sich drehenden Spieß ist für Lo und Lu erneut ein Anlass zum Lachen. Lu erregt sie so sehr, daß er die Drehbewegung jetzt nachahmt, er dreht den Spieß pantomimisch und verdreht ein wenig die Augen, womit er andeuten will, wie sehr dieses Drehen ihm und der Gretel gefällt.
Wenn Lo oder Lu pantomimisch mitmachen, ist ein Höhepunkt des Märchen-Genusses erreicht, denn im pantomimischen Mitmachen werden Lo und Lu für Momente zu Gestalten der Märchen. Deshalb zögere ich, weiterzulesen, ich lasse Gretel den Spieß drehen und drehen, es handelt sich um einen Augenblick seligen Stillstands, und Lus Backen leuchten so rot, als wären es die Backen der Gretel.
Meist haben die pantomimischen Stellen mit kleinen Ekstasen zu tun, denke ich, denn indem Gretel den Spieß dreht, dreht sie die beiden Hühner natürlich nicht nur auf der Stelle, sie dreht sie vielmehr langsam und genießerisch hinein in den eigenen Bauch, der sich kurze Zeit später öffnen wird, um zunächst das eine und darauf das andere Huhn zu verschlingen.
Lo und Lu lieben jene Märchen am meisten, in denen es Gelegenheiten zum Lachen und damit meist auch zu pantomimischem Handeln gibt." (Auszug aus "Lo und Lu" btb 2003, S. 184–188)